# 7359 Мессьє
7359 Мессьє (7359 Messier) — астероїд головного поясу, відкритий 16 січня 1996 року.
Тіссеранів параметр щодо Юпітера — 3,195.